# Tallaboa Saliente
Tallaboa Saliente es un barrio ubicado en el municipio de Peñuelas en el estado libre asociado de Puerto Rico. En el Censo de 2010 tenía una población de 244 habitantes y una densidad poblacional de 19,65 personas por km². Para el año 2024 su población aunmeto a 310 hab.

## Geografía
Tallaboa Saliente se encuentra ubicado en las coordenadas 18°1′47″N 66°42′20″O / 18.02972, -66.70556. Según la Oficina del Censo de los Estados Unidos, Tallaboa Saliente tiene una superficie total de 12.42 km², de la cual 12.4 km² corresponden a tierra firme y (0.1%) 0.01 km² es agua.

## Demografía
Según el censo de 2010, había 244 personas residiendo en Tallaboa Saliente. La densidad de población era de 19,65 hab./km². De los 244 habitantes, Tallaboa Saliente estaba compuesto por el 81.56% blancos, el 11.89% eran afroamericanos y el 6.56% eran de otras razas. Del total de la población el 98.77% eran hispanos o latinos de cualquier raza.